# Villa Looß am Fennpfuhl
Die Villa Looß am Fennpfuhl ist ein als Beamten-Wohnhaus Ende des 19. Jahrhunderts errichtetes Gebäude im Berliner Ortsteil Fennpfuhl des Bezirks Lichtenberg. Es ist das älteste Gebäude im Ortsteil und wurde im Jahr 2013 unter Denkmalschutz gestellt.

## Lage und Verkehrsanbindung
Die Villa in der Karl-Lade-Straße 79 steht am Rande des Fennpfuhlparks. Bis März 1975 hieß der Verkehrsweg Roederstraße und die damaligen Parzellen hatten die Hausnummern 14–17. Die Hauptachse des Hauses liegt in West-Ost-Richtung, um einige Grad nach Norden gedreht und orientierte sich genau an der hier verlaufenden Straße. Diese war später nur noch für die Straßenbahn durchgängig, aber zur Villa verblieb eine kleine Zufahrtstraße mit Parkplatz. Ansonsten kann das Gebäude mit der Straßenbahn erreicht werden, zwei S-Bahnhöfe befinden sich auch in der Nähe.
Im Umkreis von mehr als 50 m gibt es keine weitere Bebauung.

## Geschichte der Immobilie
Der Kaiserliche Hofgärtner seiner Majestät des Kaisers und Gartenbaudirektor Gustav Adolph Schultz hatte Mitte der 1880er Jahre ein Areal im Bereich Wilhelmsberg der damaligen Gemeinde Lichtenberg, einem östlichen Vorort von Alt-Berlin, erworben. Hier, entlang der ehemaligen Straße 60, und am Rande von Kleingartenanlagen, betrieb er eine Großgärtnerei und ließ auf dem Anwesen alsbald eine luxuriöse Villa für sich und seine Familie errichten, deren Architekt nicht bekannt ist. Im Jahr 1896 war sie bezugsfertig und trug den Namen ihres Besitzers: Schultzsches Haus, in dem außerdem ein Kutscher und ein Obergärtner (Struck) Wohnungen innehatten.
Im Jahr 1904 verkaufte die Witwe Schultz das Anwesen an die Holz-Händler Gebrüder Koepp. Diese ließen die Villa 1905–1906 als Wohnsitz für ihre Familien umbauen.
Am Ende des Jahres 1918, nach dem Ersten Weltkrieg, wohnten in dem nun Roederstraße genannten Verkehrsweg 14–17 weitere Mieter samt dem Kaufmann E. Koepp.
Im Jahr 1920 heißt es im Adressbuch „Bau- und Nutzholzhandlung Gebrüder Koepp, Roederstr. 14–17, Lichtenberg, Inh. Ernst Koepp“. Weiter bis zum Jahr 1930 traten keine Änderungen ein, dieselben Eigentümer und Mieter wurden unter der genannten Adresse aufgeführt.
Infolge von Erbstreitigkeiten kam es in den 1930er Jahren zur Teilung des Anwesens, etwa die Hälfte der Fläche (mit den Parzellennummern 14 und 15) wurde zusammen mit der Villa im Jahr 1938 Eigentum von Gottlob Meißner, einem Seifen- und Chemikaliengroßhändler. Das Berliner Adressbuch des Jahres 1940 zeigt die damalige Situation: Die Parzellen 16 und 17 verblieben bei der Holzhandlung Koepp, deren Betreiber als Mieter zusammen mit zwei weiteren Familien sowie der Berliner Holzverwertungsgesellschaft Gerull & Lange und der Firma Schulz, Holzeinlagerung, im Haus oder in einem externen Nebengebäude wohnten bzw. ihren Sitz hatten. An den Eigentumsverhältnissen und Nutzungen erfolgten bis zum Kriegsende keine weiteren Änderungen.
Zum Ende des Zweiten Weltkriegs zerschossen die nun aus Richtung Marzahn nach Berlin vordringenden Sowjettruppen den kleinen Fachwerkturm der Villa. Danach besetzten Kommandeure der Roten Armee das Anwesen und nutzten die Räume für sich und den umzäunten Garten als Lagerplatz für Kriegsgerät. An Stelle des früheren Türmchens erhielt das Haus nun ein einfaches gewölbtes Notdach.
Das Adressbuch weist ab 1946 weder eine Holzhandlung mit dem Namen Koepp noch einen Großhändler Meißner auf, auch die Adresse Roederstraße 14/15 wird nicht mehr genannt. Im Jahr 1949 wurde die Besitzerfamilie Meißner enteignet, die aber in der Nähe wohnen blieb. Der Ost-Berliner Magistrat beschloss am 14. Februar 1952 den Grundstückserwerb rund um die Villa von den Meißnerschen Erben für „Zwecke des Wohnungsbaus und der Schaffung eines Erholungsparks“.
Über weitere Nutzungen des Gebäudes nach dem Auszug der Sowjetkommandantur und dem Ankauf durch die Stadt Berlin gibt es keine Hinweise.
Bei der Errichtung des Neubauviertels (damals: Lichtenberg-Nord, heute: Berlin-Fennpfuhl) in den 1970er Jahren wurden bei der Umbenennung der Roederstraße in Karl-Lade-Straße nach dem Antifaschisten Karl Ladé die Hausnummern neu festgelegt. Die Nummerierung beginnt seitdem am ehemaligen Steuerhaus (Abzweigung von der Landsberger Allee) und endet am Roederplatz, auf der Nordostseite die ungeraden Nummern, auf der Südwestseite die geraden. Das hier beschriebene Haus trägt nun die Adresse Karl-Lade-Straße 79, es diente zwischen 1972 und 1984 als Sitz der für das gesamte Wohnviertel zuständigen staatlichen Bauleitung. Nachdem die Bauleitung ein neues Quartier bezogen hatte, ließ die Stadtbezirksverwaltung die Villa umfangreich restaurieren, die Räumlichkeiten kleinteilig untergliedern, ein neues farbiges Fenster über dem Portal einsetzen sowie auf dem Zuweg zum Gebäude ein Kleinpflaster-Mosaik mit dem alten Lichtenberger Wappen anlegen. Außerdem fertigte die Weißenseer Kunstschmiede eine neue kunstvolle Umzäunung, die erhalten geblieben ist. Dann diente das Haus von 1986 bis zur politischen Wende und auch danach (bis April 2007) als Standesamts-Außenstelle.

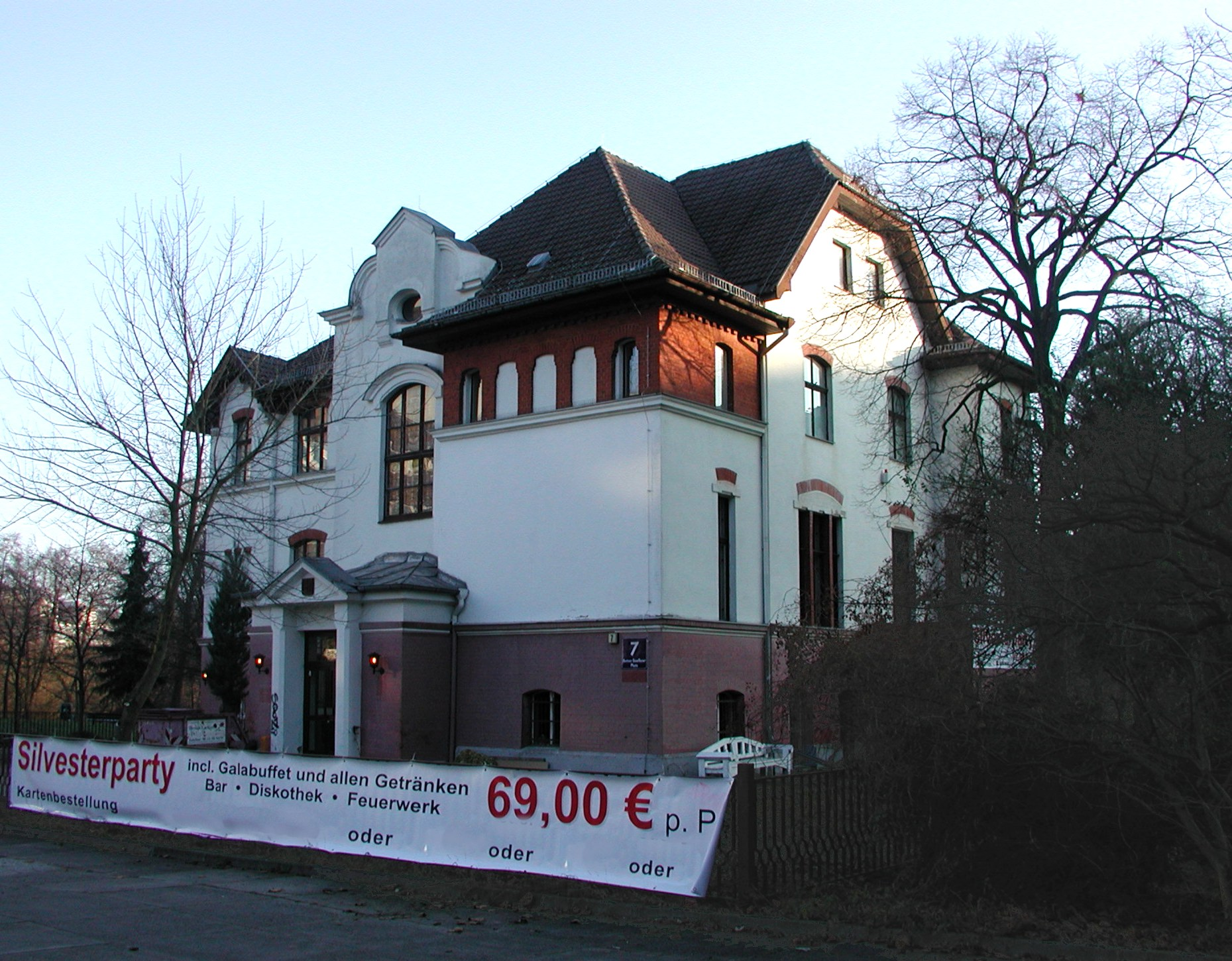
Die Villa im Jahr 2007 mit dem Hinweis auf das Catering

Nach dem Auszug des Lichtenberger Standesamtes erwarb der Unternehmer Wolfgang Looß, der bereits seit einigen Jahren im Berliner Ortsteil Mahlsdorf die Villa am Habermannsee erfolgreich betreibt und nach Expansionsmöglichkeiten suchte, die gesamte Immobilie am Fennpfuhl. Er ließ sie nun wiederum rekonstruieren und eröffnete noch Ende 2007 hier einen Treffpunkt für die Anwohner und einen Ort für Familienfeiern (Café-Restaurant Altes Standesamt, siehe Foto). In Absprache mit dem Bezirksamt können seit Februar 2008 wieder Hochzeiten hier stattfinden. Nach dem Neustart lässt der Eigentümer seit Mitte der 2010er Jahre weitere Sanierungen und Renovierungen durchführen. Die Villa wurde bisher neu verputzt, das Dach neu gedeckt und die Fassade schrittweise in den vom Denkmalamt vorgegebenen Grundfarben weiß und dunkelrot erneuert. Auch an den Wärmeschutz wird dabei gedacht.
Die Villa trägt seit den 2020er Jahren offiziell den Namen Villa Looß, der auch an der Frontfassade sichtbar angebracht werden durfte. Das ursprünglich vorhandene Dachtürmchen hat der Besitzer im Fachwerkstil wieder aufbauen lassen (Stand 2025).

## Architektur
Das beschriebene Baudenkmal ist ein dreieinhalbgeschossiger verwinkelter Klinkerbau im Jugendstil mit annähernd quadratischer Grundfläche.
Das unverputzte Fundament ist oberhalb des Kellergeschosses mit roter Farbe angestrichen worden. Die Gebäudewände sind aus Ziegelsteinen aufgemauert und verputzt. Auf der östlichen Seite befindet sich in der zweiten Etage ein Balkon mit kleiner Terrasse.
Ein Mittelrisalit mit Frontispiz markiert den Haupteingang auf der westlichen Seite, darüber befinden sich ein hochrechteckiges sechssprossiges Rundbogenfenster und in der zweiten Etage ein Okulus, ein rundes unbuntes Flurfenster. Ein Ziergiebel schließt die Hauptfront ab.

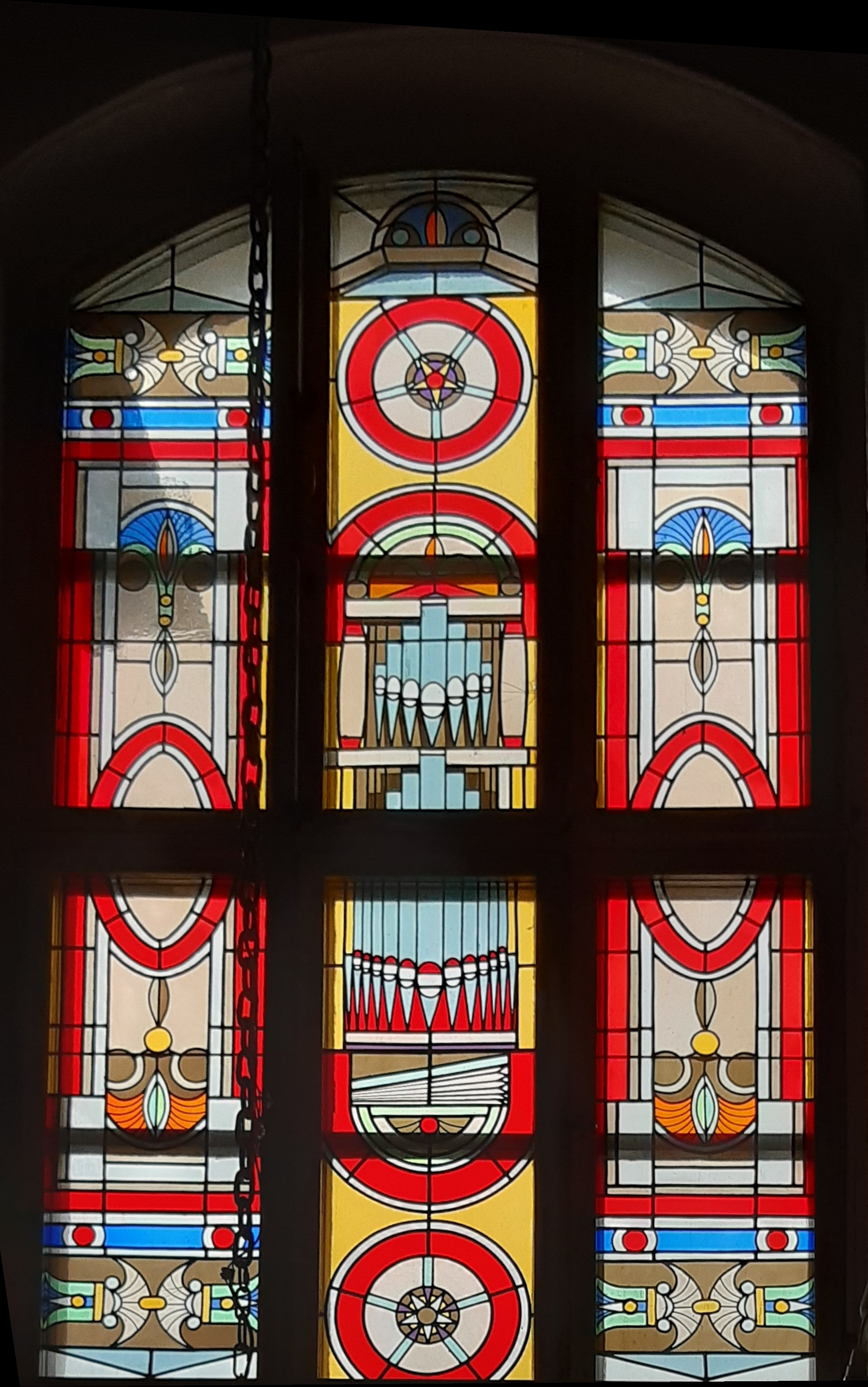
Hauptfenster im Eingangsbereich

Das Rundbogenfenster ist mit farbigen Ornamenten gestaltet, eine Darstellung symbolisiert bspw. einen Orgelprospekt. Das Fenster aus der Standesamts-Zeit des Hauses wurde aufgefrischt.
Auf der nördlich gelegenen Seite des Gebäudes gibt es einen Nebeneingang mit einer schmalen Treppe im Inneren. Ein früheres Kellerfenster auf der östlichen Seite wurde zu einem Notausgang erweitert, durch den die Gäste auch zu Sitzgruppen im Freien gelangen können.
In der ersten Etage über dem Eingangsbereich der Westseite sind zur Nordseite hin zwei hohe Sprossenfenster eingebaut. Zur Südseite hin gibt es keine Fensteröffnungen, aber seit der Neubenennung des Hauses befinden sich hier auf weißem Putz die Schriftzüge Villa Looß, darunter, etwas kleiner, Am Fennpfuhl. Darüber sind fünf kleine Halbrundfenster (drei nur als Fensternischen) dicht nebeneinander bis zur Gebäudeecke angeordnet, die ein arkadenähnliches Aussehen haben.
Im ausgebauten Dachgeschoss befinden sich Verwaltungsräume, ein Ausbau zu Wohnzwecken ist geplant.
Das mehrfach gegliederte Walmdach ist mit glasierten dunkelbraunen Dachziegeln gedeckt.
Ein Kamin zieht sich vom Keller bis zum Dach durch das Gebäude.

## Ausstattung und Nutzung

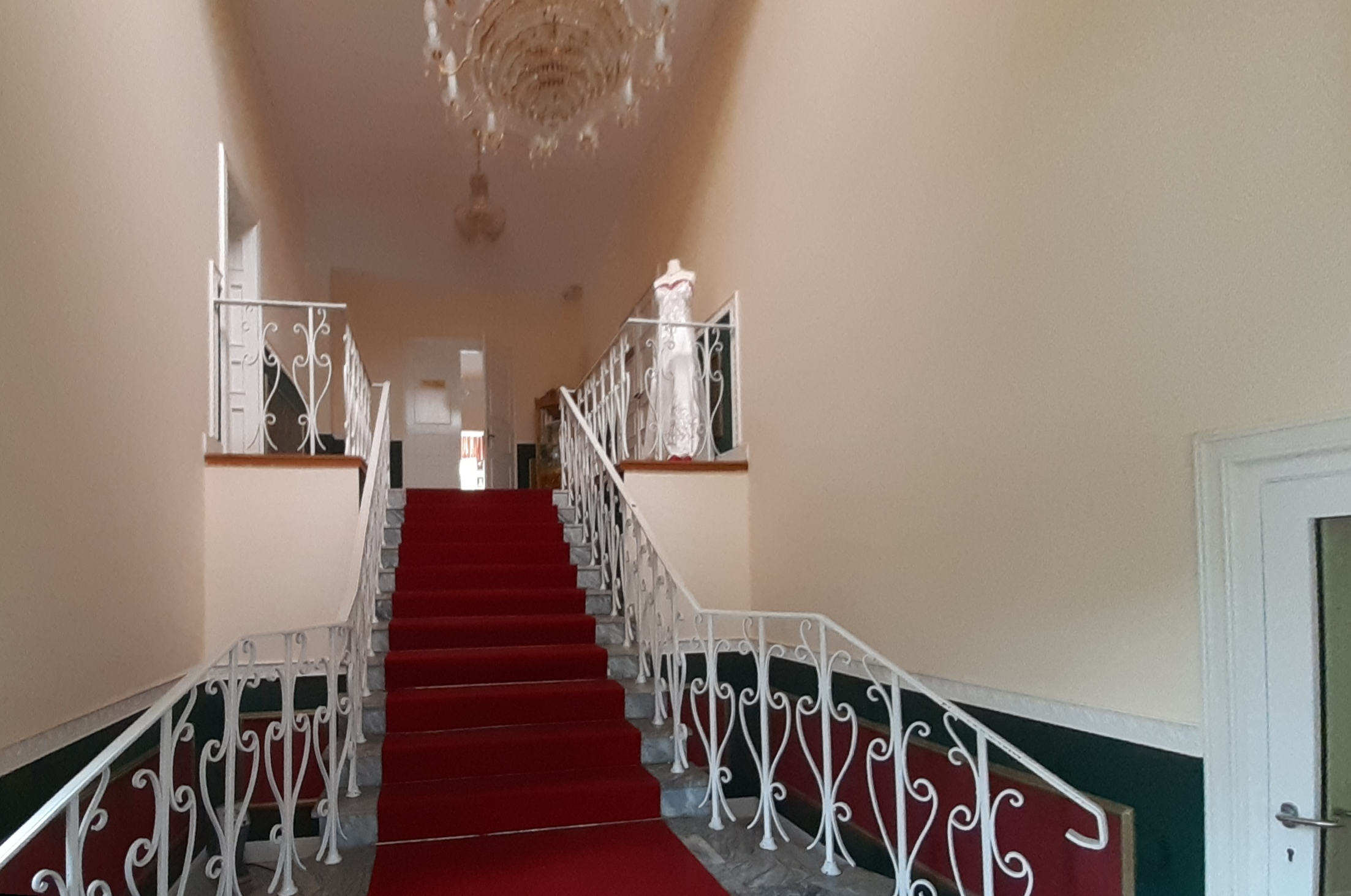
Haupttreppe

Es sind keine historischen Architektur- und Ausstattungselemente erhalten.
Eine mit einem roten Teppich belegte Marmortreppe im Inneren führt in die oberen Räumlichkeiten, die den Roten Salon, den Blauen Salon und den Grünen Salon umfassen. Die Treppe wird flankiert von einem schmiedeeisernen Geländer. Darüber sind Kristall-Kronleuchter positioniert. Auch in den anderen Räumen hängen Kristallleuchter.
Der Rote Salon ist mit halbhohen rot-goldenen Seidentapeten bekleidet, mit rot bezogenen Stühlen bestückt (für rund 40 Besucher) und mit Parkett-Fußboden belegt, Wände und Decken sind stuckverziert, hier befindet sich der Zugang zur Terrasse.
Der Blaue Salon hat blau-goldene Seidentapeten in Kassettenform, dazwischen Stuckreliefs, blaue Bestuhlung und dunklen Parkettboden. An einer Wand befindet sich ein Marmor-Imitat-Paneel.
Der Grüne Salon, auch als Bibliothek bezeichnet, dient für kleinste Gästerunden (12 Sitzplätze) und verfügt über die Grundfarben Weiß (obere Wandflächen, Decken), Blau (Bestuhlung), Gold (Zierleisten) und Grün (Seidentapeten, untere Wandflächen). Zudem gibt es großflächig verspiegelte Wandelemente und dezente Decken-Stuckarbeiten.

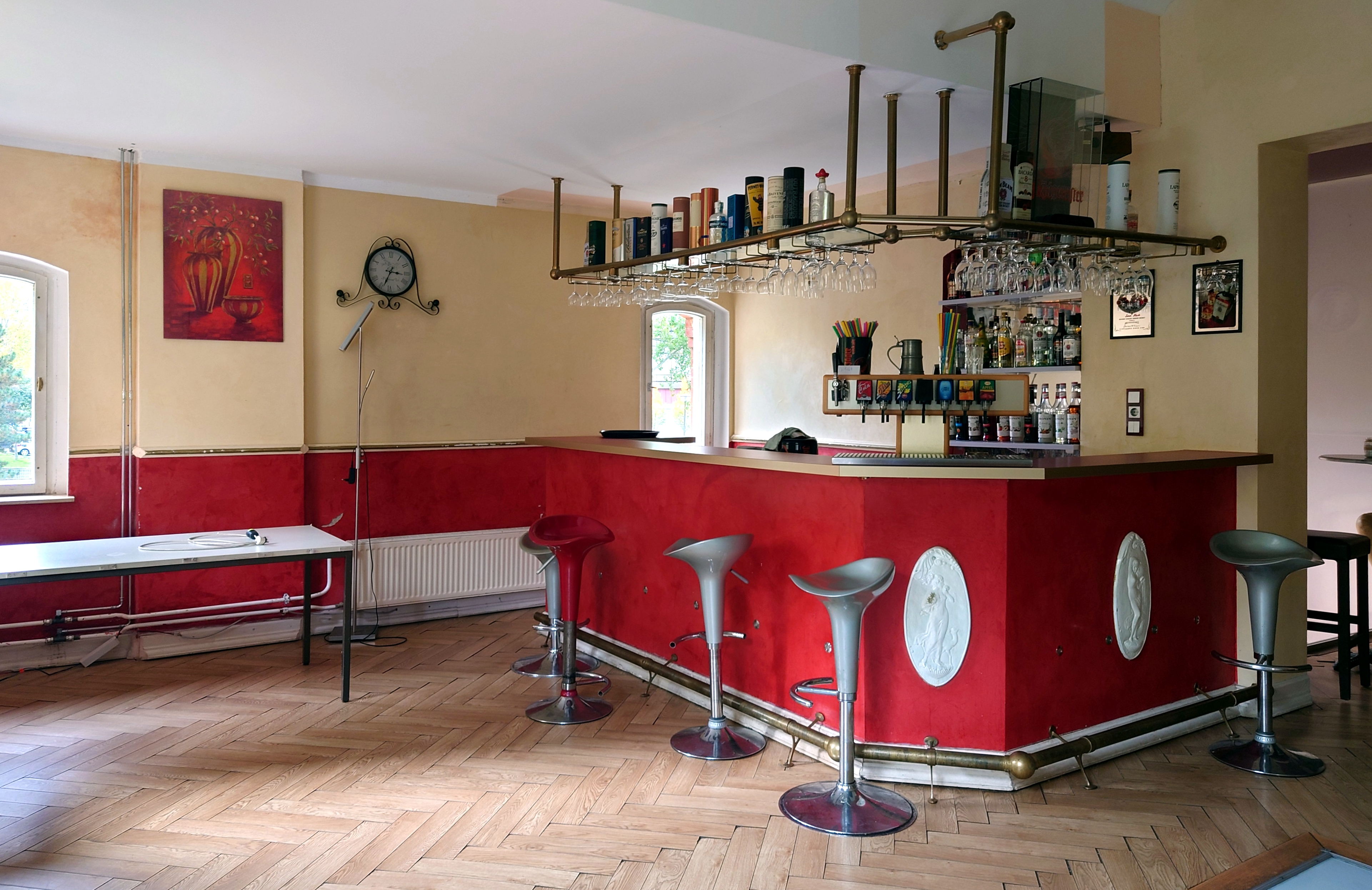
Teilansicht des großen Festsaals

In der Beletage wurde ein großer Festsaal eingerichtet. Er ist der größte Raum des Hauses mit einem kleinen Barbereich sowie einer Tanzfläche und kann mit rund 100 Sitzplätzen ausgestattet werden. Abgehängte verglaste Deckenquadrate, große runde Tische, rotgeflammte Wandpaneele, rote Polsterstühle und Parkettboden sowie eine kleine separate Sitzecke bilden die weitere Ausstattung.
Der Gewölbekeller, ursprünglich als Gesinderäume gebaut, ist eher rustikal gestaltet und bietet Platz für etwa 40 Personen. Hier ist auch Projektionstechnik installiert.
Sanitär- und Garderobenbereiche in jeder Etage und eine eigene Küche im Keller runden das Innere der Villa ab.
Die beschriebenen Gästezimmer bilden den Kern der Villa. Darüber hinaus werden im Freien der bronzene Sägebock im Vorgartenbereich sowie die sonstige Außendekoration für Geselligkeiten aller Art genutzt. Bei schönem Wetter können auch Tische und Stühle im Freien aufgestellt werden.

## In der Umgebung
Die Villa steht am südlichen Rand des Fennpfuhlparks und ist über ein Wegesystem mit dem Fennpfuhl verbunden. Darüber hinaus befindet sich das kleine Ortsteilzentrum, der Anton-Saefkow-Platz, nur einige Schritte von ihr entfernt. Hier gibt es ein Bürgeramt, eine Stadtteilbibliothek, ein Schwimmbad, kleine Geschäfte, eine Senioren-Tagespflegestätte und das höchste Wohnhaus im Ortsteil. Und nicht zu vergessen sind ein Ärztehaus, eine kleine Kirche und Bildungseinrichtungen.